# Pitkäsilta
Die Pitkäsilta, deutsch etwa Lange Brücke, ist eine Brücke in Helsinki, der Hauptstadt von Finnland, die die Bezirke Kruununhaka und Kaisaniemi mit Siltasaari verbindet. Sie wurde 1912 nach dem Entwurf des Architekten Runar Eklund fertiggestellt. Pitkäsilta ist eines der bekanntesten Wahrzeichen von Helsinki.

## Geschichte
Die erste Brücke an der Stelle der Pitkäsilta wurde bereits 1651 gebaut, als Siltasaari noch eine echte Insel war und Hakaniemen tori, der Marktplatz von Hakaniemi, noch unter Wasser stand. Siltasaari war durch zwei Holzbrücken mit dem Festland verbunden, die kürzere Pikkusilta ‚kurze Brücke‘ befand sich auf der Nordseite der Insel und verband diese mit Kallio, die größere Pitkäsilta ‚lange Brücke‘ im Süden auf der Kaisaniemi-Seite. Daher auch die Bezeichnung der Brücke als Lange Brücke, obwohl sie mit einer Länge von 75 m nicht wirklich lang ist.
Der Bau der heutigen Brücke begann 1910. Sie besteht aus ungefähr 5000 Steinen, von denen jeder durch einen Steinmetz ungefähr während einer Woche bearbeitet werden musste. Während des finnischen Bürgerkriegs wurde die Brücke beschädigt, was heute noch zu sehen ist.